# 本原正治
本原 正治（もとはら まさはる、1967年4月23日 - ）は、広島県福山市出身の元プロ野球選手（投手）。

## 経歴
広陵高では、1年次の1983年秋季中国大会県予選決勝で先発を任され、近大福山高の岡田展和と投げ合うが敗退。チームは中国大会で準決勝に進み、翌1984年の春のセンバツに出場するが、本原の出番はなかった。3年次の1985年には、エース兼5番打者として夏の選手権広島県予選決勝に進出するが、広島工業高に敗退し甲子園出場はならなかった。1年上のチームメイトに定詰雅彦、1年下には金本知憲がいる。
1985年のプロ野球ドラフト会議で読売ジャイアンツから4位指名を受け入団。ファームでは、軟投派右腕として加茂川重治や同期入団の渡辺政仁などと共にローテーションを守り早くから活躍していたが、当時の厚すぎる先発陣が災いし一軍での登板機会が無かった。1988年春にオープン戦とはいえ一軍に帯同し、イースタンリーグでは7勝を挙げ、防御率1点台を記録。順調に行けば中継ぎでチャンスがあるかと思われたが、間の悪いことに右肩を痛め戦線離脱、更に右肩が癒えたところで腰も痛め、三軍でのリハビリ生活となる。
プロ5年目の1990年シーズン途中、支配下選手登録され、打撃練習に投げ始めた矢先の6月14日、トレード期限間際に、投手陣の故障者が相次ぎ最下位に喘いでいた福岡ダイエーホークスの田淵幸一監督の要望により、山田武史とともに実質無償（2人で100万円の金銭トレード）で移籍する。移籍後の7月30日、対ロッテ戦の中継ぎでプロ初登板を果たすと、3日後の8月2日、対西武戦でプロ初先発、8回3失点でプロ入り初勝利を挙げ、その後先発投手陣の一角に入り5勝5敗の成績を挙げる。うち3勝が同年日本一となる西武からで「レオキラー」ぶりが注目され、西武のリーグ優勝のかかった9月20日の試合（平和台）でも2失点でプロ初完投勝利し優勝を阻止した。1991年は開幕2戦目の先発に起用された後、ローテーションの一角に入り規定投球回数にも到達。前半戦で8勝2敗の成績を挙げ、オールスターゲームにも出場。広島市民球場での第2戦にリリーフ登板し、一回2/3イニングを投げ2失点の成績を残す。同年後半戦は疲労の蓄積と同時に他球団に攻略され勝ち星を挙げることが出来ず7連敗。結局8勝9敗でシーズンを終える。翌1992年も不調が続き、2シーズンにまたがって14連敗を喫する（同年は2勝8敗）。1993年からは中継ぎに転向。
1993年オフに広島東洋カープにトレードされる。広島では1試合のみの登板に終わり、1994年限りで自由契約となった。
実家は鮮魚店で、「魚のさばきもプロ級」との事（当時の選手名鑑より）。
佐藤和弘（パンチ佐藤）にホームランを打たれた数少ない投手であり、また鈴木一朗の一軍初打席の際の相手投手でもある。

## 詳細情報

### 年度別投手成績
| 年 度     | 球 団     | 登 板 | 先 発 | 完 投 | 完 封 | 無 四 球 | 勝 利 | 敗 戦 | セ 丨 ブ | ホ 丨 ル ド | 勝 率 | 打 者 | 投 球 回 | 被 安 打 | 被 本 塁 打 | 与 四 球 | 敬 遠 | 与 死 球 | 奪 三 振 | 暴 投 | ボ 丨 ク | 失 点 | 自 責 点 | 防 御 率 | W H I P |
| --------- | --------- | ----- | ----- | ----- | ----- | -------- | ----- | ----- | -------- | ----------- | ----- | ----- | -------- | -------- | ----------- | -------- | ----- | -------- | -------- | ----- | -------- | ----- | -------- | -------- | ------- |
| 1990      | ダイエー  | 11    | 10    | 2     | 0     | 0        | 5     | 5     | 0        | --          | .500  | 308   | 66.1     | 76       | 14          | 33       | 1     | 4        | 27       | 0     | 0        | 39    | 33       | 4.48     | 1.64    |
| 1991      | ダイエー  | 26    | 19    | 5     | 0     | 0        | 8     | 9     | 0        | --          | .471  | 661   | 148.2    | 166      | 28          | 60       | 2     | 2        | 54       | 5     | 0        | 87    | 79       | 4.78     | 1.52    |
| 1992      | ダイエー  | 18    | 11    | 2     | 0     | 0        | 2     | 8     | 0        | --          | .200  | 328   | 76.0     | 77       | 12          | 29       | 1     | 0        | 25       | 1     | 0        | 46    | 41       | 4.86     | 1.39    |
| 1993      | ダイエー  | 17    | 0     | 0     | 0     | 0        | 1     | 0     | 0        | --          | 1.000 | 111   | 26.1     | 22       | 4           | 15       | 1     | 0        | 8        | 1     | 0        | 12    | 11       | 3.76     | 1.41    |
| 1994      | 広島      | 1     | 0     | 0     | 0     | 0        | 0     | 0     | 0        | --          | ----  | 4     | 1.0      | 1        | 0           | 0        | 0     | 0        | 2        | 0     | 0        | 0     | 0        | 0.00     | 1.00    |
| 通算：5年 | 通算：5年 | 73    | 40    | 9     | 0     | 0        | 16    | 22    | 0        | --          | .421  | 1412  | 318.1    | 342      | 58          | 137      | 5     | 6        | 116      | 7     | 0        | 184   | 164      | 4.64     | 1.50    |

### 記録
初記録
- 初登板：1990年7月30日、対ロッテオリオンズ16回戦（平和台球場）、8回表に4番手で救援登板・完了、2回無失点
- 初奪三振：同上、8回表に佐藤健一から
- 初先発・初勝利：1990年8月2日、対西武ライオンズ20回戦（平和台球場）、8回3失点
- 初完投：1990年8月30日、対ロッテオリオンズ22回戦（平和台球場）、9回3失点で敗戦投手
- 初完投勝利：1990年9月20日、対西武ライオンズ26回戦（平和台球場）、9回2失点

その他の記録
- オールスターゲーム出場：1回 （1991年）

### 背番号
- 46 （1986年 - 1990年途中）
- 32 （1990年途中 - 1993年）
- 36 （1994年）